# فرنسيس إتش. غيتس
فرنسيس إتش. غيتس هو سياسي أمريكي، ولد في 30 يوليو 1839، وتوفي في 6 يوليو 1925. نشط حزبياً في الحزب الجمهوري والحزب الديمقراطي. وقد انتخب عضو مجلس ولاية نيويورك ‏.